# Basílica de Santa Germana (Pibrac)
La basílica de Santa Germana (en francés: basilique Sainte-Germaine) es una iglesia católica francesa erigida en la pequeña ciudad de Pibrac (8252 hab. en 2013) en el departamento de Alto Garona (región de Occitania). Construida en estilo ecléctico (neorrománico-bizantino) desde 1901 a 1967, esta iglesia fue dedicada a Germana Cousin o Germana de Pibrac (1570-1601).
El 12 de octubre de 2010 el papa Benedicto XVI la elevó a la condición de basílica menor.

## Historia
Proyectada por el arquitecto Pierre Esquié en 1901, la primera piedra fue colocada el 15 de junio de ese año, en el sitio de una antigua capilla. La basílica de estilo románico bizantino no se completó hasta 1967. Es un lugar de peregrinaje  en honor de san Germán de Pibrac.

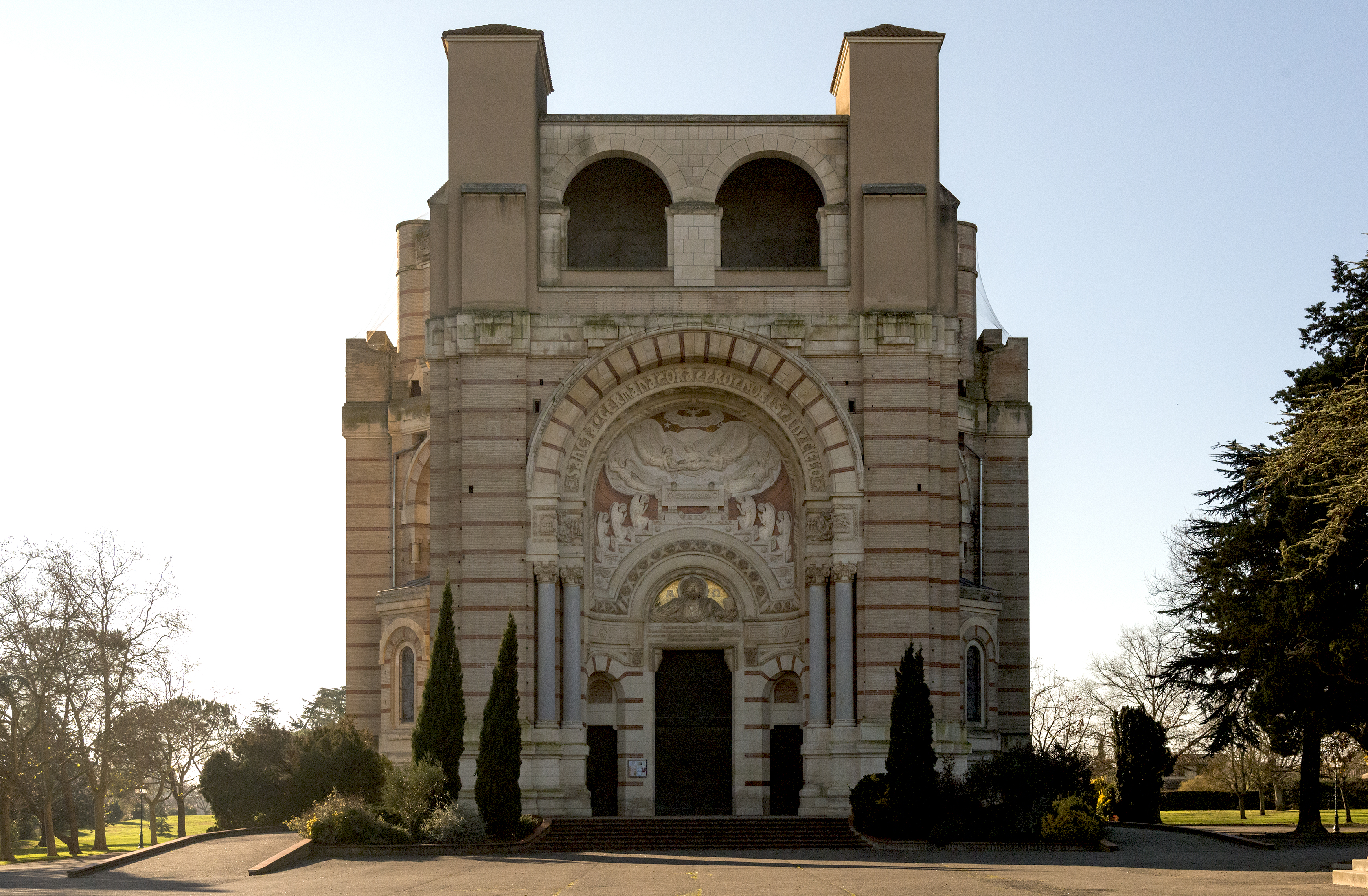
La fachada
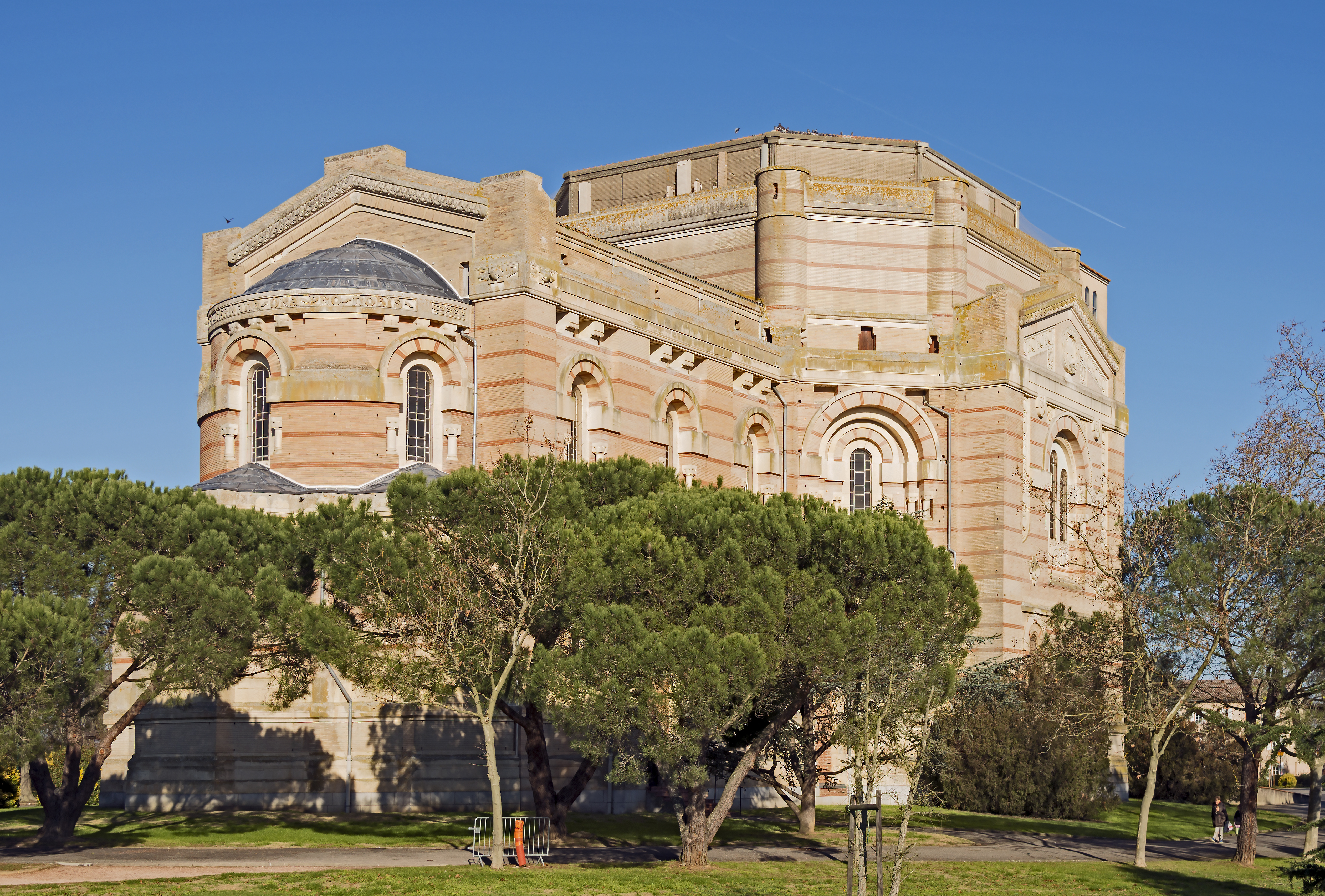
El ábside